# Danmarks ambassade i Santiago
Danmarks ambassade i Santiago er Danmarks diplomatiske repræsentation i Chile. Ambassaden er beliggende på Jacques Cazotte 5531, Vitacura, Santiago, Chile. Ambassaden har generelt til opgave at følge danske interesser i Chile. Den danske ambassade i Chile varetager også Danmarks interesser i Peru og Ecuador. Den nuværende ambassadør til Chile, Peru og Ecuador er siden september 2022 Henrik Bramsen Hahn.
Danmarks ambassade i Chile blev oprettet i 1994 som led i den danske regerings indsats for at styrke samarbejdet og relationerne til Latinamerika. Det skete i forbindelse med etableringen af et dansk handelskontor i Santiago i 1980'erne, der siden udviklede sig til en ambassade.

## Konsulater
Den danske ambassade i Chile driver yderligere tre konsulater i Chile, 2 konsulater i Lima og et generalkonsulat i Ecuador.